# راستین (فیلم)
راستین (انگلیسی: Rustin) فیلم درام زندگی‌نامه‌ای آمریکایی محصول ۲۰۲۳ به کارگردانی جرج سی ولف، بر اساس فیلم‌نامه‌ای از جولین بریس و داستین لنس بلک، و داستانی از بریس در مورد زندگی بایارد راستین، کنشگر حقوق مدنی است. این فیلم به‌وسیلهٔ کمپانی تولیدی باراک و میشل اوباما، یعنی هایر گراند تهیه شده‌است. کولمن دومینگو نقش اصلی را دارد و کریس راک، گلین ترمن، امل امین، گاس هالپر، سی.سی.اچ. پاوندر، داواین جوی رندالف، جانی ریمی، مایکل پاتس، جفری رایت و آدرا مک‌دانلد از دیگر بازیگران هستند. این فیلم مبتنی بر داستان واقعی راستین است که به مارتین لوتر کینگ جونیور و دیگران کمک کرد تا راهپیمایی ۱۹۶۳ در واشینگتن را سازمان دهند.
راستین نخستین بار در جشنواره فیلم تلیوراید در ۳۱ اوت ۲۰۲۳ به نمایش درآمد و در جشنواره بین‌المللی فیلم تورنتو در ۱۳ سپتامبر ۲۰۲۳ نیز نمایش داده شد. این فیلم در ۳ نوامبر ۲۰۲۳ اکران محدودی در سینماهای منتخب داشت و پخش اینترنتی آن در ۱۷ نوامبر ۲۰۲۳، از طریق نتفلیکس آغاز شد. دومینگو برای بازی در این فیلم نامزد جایزه گلدن گلوب بهترین بازیگر مرد – فیلم درام شد.